# Ett bröllop uthi Cahna stod
Ett bröllop uthi Cahna stod är en psalmallegori, som baseras på vinundret i Johannesevangeliet 2. Den svenska texten i 8 verser är skriven av Israel Kolmodin.  Som förlaga har han haft teologen Cyriacus Spangenbergs text "Am dritten tag ein Hochzeit ward zu Cana inn Galiiea".
Psalmen inleds 1695 med orden:
Ett bröllop uthi Cana stod
I Galileeske lande
Tijt kom ock JEsus efter bodh
Wälsignade ächta stande

## Publicerad i
- Den svenska psalmboken 1694 som nummer 233 under rubriken "Psalmer öfwer Några Söndags Evangelier".[2]
- Den svenska psalmboken 1695, som nummer 201 under rubriken "Psalmer öfwer några Söndags Evangelier".